# Општина Маериште (Салаж)
Маериште (рум. Măerişte) општина је у Румунији у округу Салаж.
Oпштина се налази на надморској висини од 195 m.